# Michael Kightly
Michael Kightly, född 24 januari 1986 i Basildon, är en engelsk före detta fotbollsspelare som senast spelade för Southend United.
Den 7 juli 2017 återvände Kightly till Southend United, där han skrev på ett treårskontrakt.